# Fyrtakt
Fyrtakt är inom musiken en taktart som innebär att det är fyra taktslag i varje takt. Det är den dominerande taktarten inom modern västerländsk populärmusik.